# Die wiedergefundene Zeit (Film)
Die wiedergefundene Zeit (Originaltitel: Le Temps retrouvé) ist die 1999 erschienene Verfilmung des gleichnamigen letzten Bandes von Marcel Prousts Roman Auf der Suche nach der verlorenen Zeit. Unter der Regie von Raúl Ruiz sind neben Marcello Mazzarella, der Proust spielt, Catherine Deneuve, Emmanuelle Béart, Vincent Perez und John Malkovich in den Hauptrollen zu sehen.

## Handlung
Paris 1922: Der von Alter und Krankheit gezeichnete Schriftsteller Marcel Proust liegt in seinem Bett und diktiert seiner Haushälterin Celeste. Während er sich alte Fotos anschaut, beginnt er, sich an sein Leben im Kreise der dekadenten Pariser Gesellschaft Anfang des 20. Jahrhunderts zu erinnern. Dabei vermischen sich seine Erinnerungen an die Menschen, die ihm als Vorlagen für die Romanfiguren seines Hauptwerks Auf der Suche nach der verlorenen Zeit dienten. Er begegnet ihnen wechselweise als Kind, Jugendlicher und Erwachsener.
Die schöne Gilberte brachte ihm einst die Liebe bei. Ihre Mutter Odette hatte zahlreiche Liebschaften. Auch den Frauen war sie dabei nicht abgeneigt. In ihr sieht Proust dennoch das Ideal von einer Frau und die ewige Jugend. Auch die liebreizende Schauspielerin Albertine hatte es ihm einst angetan. In seiner Fantasie trifft Proust mehrfach auf den zynischen und homosexuellen Baron de Charlus. Mit dem jungen Pianisten Morel, der trotz des Ersten Weltkriegs am liebsten Beethoven spielt, hatte Charlus eine Beziehung. Morel wandte sich jedoch von ihm ab und geht ihm nunmehr aus dem Weg. Eines Abends läuft Proust durch die Straßen von Paris. Um sich ein wenig Rast zu gönnen, sucht er schließlich eine Pension auf. Aus einem Nebenzimmer hört er plötzlich Geräusche. Neugierig schaut er durch eine runde Öffnung in ebendieses Zimmer, wo sich Charlus von einem Mann auspeitschen lässt und diesen anschließend für seine Dienste bezahlt.
Neben der Literatur, der Liebe und dem Wandel der Zeit beschäftigt Prousts Geist stets auch der Krieg. Immer wieder hört er die Sirenen, die vor den feindlichen Truppen warnen. Gilbertes Mann Robert berichtet ihm von den Soldaten und wie selbst einfachste Männer sich im Schützengraben als Helden erweisen. Morel wird derweil als Deserteur von der Polizei gesucht. Proust nimmt auch an einer Reihe von Beerdigungen teil. Indem er die Vergänglichkeit akzeptiert, verliert er letztlich die Furcht vor dem eigenen Tod. Es beschleicht ihn jedoch die Angst, sein literarisches Werk nicht vollenden zu können. Mithilfe der Fiktion die Realität zu überwinden – darin erkennt er den Sinn seiner Existenz.

## Hintergrund
Bei der gleichnamigen literarischen Vorlage handelt es sich um den letzten Band von Marcel Prousts Hauptwerk Auf der Suche nach der verlorenen Zeit (À la recherche du temps perdu, 1908–1922), das in seiner Gesamtheit als nicht verfilmbar gilt. Der deutsche Regisseur Volker Schlöndorff versuchte sich bereits mit Eine Liebe von Swann (1984) an der Leinwandadaption eines Kapitels des Proust-Romans. Die Prologszenen gehen zurück auf den ersten Band der Recherche, Du côté de chez Swann.
Die Dreharbeiten von Raúl Ruiz’ Proust-Verfilmung fanden von November 1998 bis Februar 1999 in Paris statt. Catherine Deneuve stand dabei gemeinsam mit ihren beiden Kindern Chiara Mastroianni und Christian Vadim vor der Kamera.

## Veröffentlichung
Die wiedergefundene Zeit wurde am 16. Mai 1999 bei den 52. Filmfestspielen von Cannes uraufgeführt, wo der Film am Wettbewerb um die Goldene Palme teilnahm. Drei Tage später ging das gut zweieinhalbstündige Werk in Frankreich in den allgemeinen Verleih. In Deutschland kam der Film am 18. Januar 2001 in die Kinos. 2005 und 2006 erschien er auf DVD. Am 22. Dezember 2022 wurde er von Arte erstmals im deutschen Fernsehen ausgestrahlt.
Im Jahr 2011 brachte der Verlag Suhrkamp in seiner Reihe filmedition suhrkamp eine DVD zusammen mit einem Booklet heraus. Das Booklet enthält unter dem Titel „Im Laboratorium der Recherche“ ein Gespräch von Raúl Ruiz mit Stéphane Bouquet und Emanuel Burdeau sowie einen Essay von Reiner Niehoff mit dem Titel „Unverfilmbar? Marcel Prousts Auf der Suche nach der verlorenen Zeit und der Film“, in dem er ausführlich auf die verschiedenen Versuche, Prousts Recherche zu verfilmen, eingeht.
Das vollständige Drehbuch mit der endgültigen Dialogfassung des Films wurde zudem in der Zeitschrift L’Avant-scène cinéma (Heft Nr. 482, Mai 1999, S. 4–74) abgedruckt.

## Kritiken
Für das Lexikon des internationalen Films war Die wiedergefundene Zeit ein „vielschichtiger Film“, der „von erzählerischen Brüchen und Ellipsen, dem experimentellen Verschränken der Zeitebenen, der Affinität zum Surrealistischen und dem Spiel mit Träumen und Visionen [geprägt]“ sei. Es gebe zwar „dramaturgisch[e] Schwächen“, dennoch handle es sich um einen „überzeugende[n] Versuch, Proust ins Filmische zu übersetzen“. Cinema zufolge sei der Film „[l]ang, doch nur selten langatmig“. Darüber hinaus sei er „erstklassig besetzt und vom ersten bis zum letzten Bild eine Augenweide“. Regisseur Ruiz habe dabei der Rückblende als filmischem Stilmittel „zur Ehrenrettung“ verholfen: „Als wäre sie in erster Linie erfunden worden, um Proust im Kino gerecht zu werden.“
Prisma lobte die „brillant[e] Kamera“ und die „hervorragenden“ Darsteller. Das knapp dreistündige Werk weise „jedoch dramaturgische Längen“ auf. Im Großen und Ganzen sei der Film aber „um einiges besser […] als Volker Schlöndorffs Eine Liebe von Swann“.

## Auszeichnungen

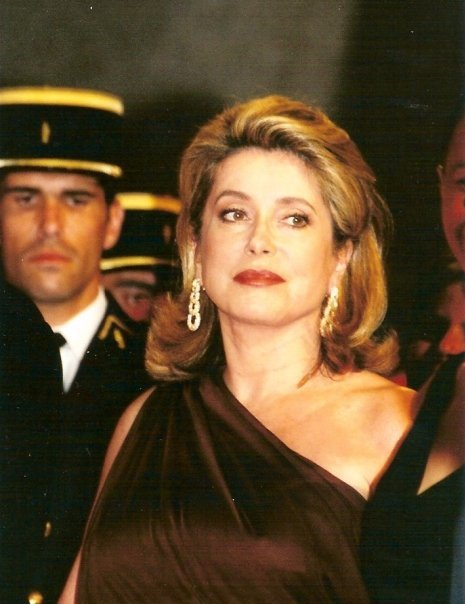
Catherine Deneuve bei den Filmfestspielen von Cannes (1999)

Bei den 52. Internationalen Filmfestspielen von Cannes nahm Die wiedergefundene Zeit am Wettbewerb um die Goldene Palme teil, mit der letztlich Jean-Pierre und Luc Dardennes Film Rosetta ausgezeichnet wurde. Bei der César-Verleihung war Ruiz’ Film in der Kategorie Beste Kostüme für den César nominiert. Die Kostümbildnerinnen Gabriella Pescucci und Caroline de Vivaise konnten sich jedoch nicht gegen Catherine Leterrier durchsetzen, die den Preis für Luc Bessons Johanna von Orleans gewann. Für ihre Rolle der Gilberte erhielt Emmanuelle Béart beim Filmfestival in Cabourg einen Darstellerpreis. Beim Filmfestival in Ourense wurde Kameramann Ricardo Aronovich mit einem Preis geehrt.

## Deutsche Fassung
Die deutsche Synchronfassung entstand für die deutsche Erstveröffentlichung im Kino.
| Rolle                | Darsteller             | Synchronsprecher  |
| -------------------- | ---------------------- | ----------------- |
| Odette de Crécy      | Catherine Deneuve      | Renate Küster     |
| Gilberte             | Emmanuelle Béart       | Madeleine Stolze  |
| Morel                | Vincent Perez          | Marcus Off        |
| Baron de Charlus     | John Malkovich         | Joachim Tennstedt |
| Saint-Loup           | Pascal Greggory        | Tobias Meister    |
| Madame Verdurin      | Marie-France Pisier    | Krista Posch      |
| Albertine            | Chiara Mastroianni     | Elisabeth Günther |
| Oriane de Guermantes | Édith Scob             | Heidi Treutler    |
| Rachel               | Elsa Zylberstein       | Annika Pages      |
| Bloch                | Christian Vadim        | Frank Röth        |
| Madame Cottard       | Dominique Labourier    | Christa Berndl    |
| Monsieur Cottard     | Philippe Morier-Genoud | Joachim Höppner   |
| Prinz de Foix        | Melvil Poupaud         | Alexander Brem    |
| Céleste              | Mathilde Seigner       | Katrin Fröhlich   |
| Françoise            | Hélène Surgère         | Ursula Traun      |

## Dokumentarfilm
- Marcel Proust und „Die wiedergefundene Zeit“. Dokumentarfilm, Deutschland, 2001, 31 Min., Buch und Regie: Anita Post und Brigitte Schumacher, Produktion: WDR, Erstausstrahlung: 5. Februar 2001 bei 3sat.[5]